# Єльнична (Алапаєвський міський округ)
Є́льнична (рос. Ельничная) — селище у складі Алапаєвського міського округу (Верхня Синячиха) Свердловської області.
Населення — 292 особи (2010, 441 у 2002).
Національний склад населення станом на 2002 рік: росіяни — 98 %.